# Fjärde världskriget
Fjärde världskriget avser ofta ett tänkt krig efter ett framtida tredje världskrig. Om detta krig lär Albert Einstein ha sagt: "Jag vet inte med vilka vapen det tredje världskriget kommer att utkämpas, men det fjärde världskriget kommer att utkämpas med käppar och stenar." Liksom det tredje världskriget förekommer också det fjärde världskriget i litteratur, film och spel, dock mera sällan. Ett exempel är Roald Dahls bok Sometime Never: A Fable for Supermen från 1948.
Fjärde världskriget kan också avse ett nu pågående krig, varvid det kalla kriget räknas som det tredje världskriget. Subcomandante Marcos, ledare för zapatisternas militära avdelning, beskriver det fjärde världskriget som ett krig mellan ekonomiska maktcentra. Statsvetaren Andrew Bacevich kallar kriget mot terrorismen för det fjärde världskriget.
I mediafranchisen Ghost in the Shell utgörs fjärde världskriget av de konflikter som följer tredje världskriget, det tidigare ett kärnvapenkrig som destabiliserar och balkaniserar hela världsordningen och använder upp världens kärnvapenlager. Följande konflikter kallas därför samlat för det icke-nukleära fjärde världskriget. Ett annat namn är andra Vietnamkriget, då minst fyra av de största konflikterna utspelade sig i Sydostasien och Kina. 